# Rivière Bras-Panon
Pour les articles homonymes, voir Bras-Panon.
La rivière Bras-Panon est un cours d'eau de l'île de La Réunion, département d'outre-mer français dans le sud-ouest de l'océan Indien. Elle coule d'ouest en est sur le territoire de la commune de Bras-Panon avant de se jeter dans la rivière des Roches à sa frontière avec Saint-Benoît à environ 2 km en amont de l'embouchure de celle-ci.

## Hydrographie
De 10,9 km de longueur, la rivière Bras-Panon prend sa source à environ 570 mètres d'altitude à Bellevue les Hauts. Elle s'écoule sur 9,7 km en suivant en premier temps un axe Sud-Ouest/Nord-Est sur les 4,5 premiers kilomètres puis en suivant un axe Ouest-Est pour le reste de son parcours. 